# Basidiopycnides
Basidiopycnides är ett släkte av svampar. Basidiopycnides ingår i familjen Phleogenaceae, ordningen Atractiellales, klassen Atractiellomycetes, divisionen basidiesvampar och riket svampar.
|                 | Helicogloea                                   |
|                 |                                               |
|                 | Hoehnelomyces                                 |
|                 |                                               |
| Basidiopycnides | \| \| Basidiopycnides albertensis \| \| \| \| |
|                 | \| \| Basidiopycnides albertensis \| \| \| \| |
|                 | Proceropycnis                                 |
|                 |                                               |
|                 | Basidiopycnis                                 |
|                 |                                               |
|                 | Atractiella                                   |
|                 |                                               |
|                 | Phleogena                                     |
|                 |                                               |
|                 | Basidiopycnides albertensis                   |
|                 |                                               |

|  | Basidiopycnides albertensis |
|  |                             |